# 32597 Alicelucchetti
32597 Alicelucchetti è un asteroide della fascia principale. Scoperto nel 2001, presenta un'orbita caratterizzata da un semiasse maggiore pari a 2,990413 UA e da un'eccentricità di 0,197475, inclinata di 6,020638° rispetto all'eclittica.